# 稲村ひかり
稲村 ひかり（いなむら ひかり、1997年12月11日 - ）は、日本のAV女優。

## 略歴・人物
2016年にデビューしたショートカットのロリ系AV女優。
趣味はアイドル観賞、ダンス。

## 出演作品

### アダルトDVD
2016年
- 強制AVデビュー（4月1日、光夜蝶）※「ちさと」名義
- デビュー（4月1日、NON）
- 神待ちゃん 1（4月24日、思春期.com）
- 美少女発掘!! 現役アイドル研究生 kawaii*即撮りAVデビュー!!（4月25日、kawaii*）
- 前代未聞!? チ○ポ丸出し全裸でナンパ! 湯けむりの天使♥ 下町の銭湯で働くもえちゃん 19歳 AVデビュー（4月25日、ナンパJAPAN）※「もえ」名義
- 私、脅迫されてます。（5月6日、光夜蝶）
- 媚薬漬け キメセク中出し（5月12日、親父の個撮）
- 稲村ひかりの汗だく、種付け、ガチSEX（5月13日、HERO）
- 新・東池袋ヤンキーJKびっち伝説 とりま5P生中出し学援祭 東京ど真ん中円光最先端事情まる秘レポ。（5月13日、FIRST STAR）
- ロリっ娘勃起パンツイカセ。（5月18日、SHANGRILA）
- 可愛いすぎるファミレス店員を仕事中に口説いて即日AVデビュー（5月19日、キチックス）
- 校内一爽やかな教え子を放課後ホテルに連れ込んだら、極度の照れ屋で真正ドMスケベで我が人生で最高の女だった（5月27日、宇宙企画）
- 都合の良いハメるだけの女 ひかり(19歳)（5月27日、S級素人）
- まんハメ隊Presents 「好きなことで生きている」 貧困女子を激安でヤる。 ￥の力、検証しました。（6月1日、プレステージ）
- ナマ姦不倫 16（6月3日、光夜蝶）
- 秘通姦 夫には秘密のえげつない中出し乱交（6月3日、NON）
- 俺の変態オナニーを見た姉が、ドン引きすると思いきや、想像を超えるほど変態なプレイで俺をヒイヒイ言わせてきた姉は、本当にすごい。（6月3日、NON）
- 新人美少女 稲村ひかり エロ漫画みたいなリアル全身クリトリスSEX（6月3日、DIY）
- 制服美少女革命 セックス(性行為)の優等生（6月13日、無垢）
- 公開羞恥フットサル合宿（6月16日、グローリークエスト）
- 「計画されていた家庭内乱交」 父が再婚し、ボクに若くて綺麗な義母が出来た。しかも超可愛いJK姉妹のおまけ付き!父は義母の連れ子姉妹に実は興味があったようで何かにつけてセクハラまがいのスキンシップの数々!かたやボクは毎晩、父と義母のセックスを覗いてはオナニーしていたが、ある晩、姉妹までが覗きに現れてびっくり!そして父は覗いていた姉妹に気づくと半ば強引に部屋に引き入れ「こういう家族のカタチもあるんだ」と姉妹とまさかのセックス開始！ ボクはボクで義母に覗きがバレて「毎晩私たちのこと見てたでしょ」と言われモジモジしていたら手を引かれ…禁断の家庭内乱交が始まった。（6月19日、Hunter）
- ロリコン関白宣言 「目に入れても痛くないほどクッソ可愛いパイパン美少女を溺愛して何が悪い!?」（6月24日、FIRST STAR）
- 原宿カワイイ美少女アイドル研究生 初めての真正中出し（6月25日、本中）
- ナウしかJK貧乳ヤンキー妻は妊娠ほやほや2ヶ月中出しし放題いぇあ! きゃわたんピカりん（7月1日、キチックス）
- マジックミラー号 友達同士でオナニー見せ合い初体験! 友達の目の前で指で…電マで…さらに「生チ○ポを擦ってみませんか?」と提案するとヌルっとオマ○コおっぴろげ挿入!（7月7日、SODクリエイト）※「ゆうか」名義
- イケメンのクラスメイトが彼女をボクの家に連れて来てホテル代わりにしている。そしたらなんとイケメンは彼女とボクがヤッているところを見たいと言い出した! えーこれってもしかしてエッチできるってこと!? でもイケメンの彼女は全然ノッておらず当然嫌がっている…。でもでもイケメンに嫌われたくない彼女は渋々言うことを聞いてボクとヤることに!当然というか全然イケメンでもなくテクも凡人以下のボクに案の定全く感じない彼女。なんだかムシャクシャしてボクはイケメンに「絶対着けろよ!」と言われたコンドームをコッソリと外して生ハメしたら超感じはじめて、さらに調子に乗って何度も中出ししたら尋常じゃない程感じまくった!（7月7日、Hunter）
- 合宿中の女子バレーボール部員達の息抜きはボクのチ○ポだけ!!無職のボクは、毎年夏になると親戚が経営する合宿所を手伝わされる。また汗臭い男の世話か〜と憂鬱になっていると、やってきたのは女子バレーボール部! 今までになかった光景にムラムラ…していたのはボクだけじゃなかった! 合宿中、ハードな練習&禁欲集団生活の女子部員達は超欲求不満だった!? こんなボクでも必要以上に求められ、練習後は運動部特有の底無しの性欲で何度もエッチをおねだりしてくるんです!!（7月7日、Hunter）
- JKどこでも即尺￥交 〜ホテルまで待てない!こんなトコでHな事してもいい?〜（7月8日、DOC）※「あやか」名義
- 生ハメ生中出しができる 無垢ナ女子校生限定ソープランド 超敏感スペシャル（7月13日、無垢）
- 16才年上のオジさんと家出駆け落ち不倫旅行 夏休み、少女は性なる冒険をする。千葉県立女子高ひかり（8月1日、キチックス）
- 顔出し!女子大生限定 マジックミラー号 素人娘にMM号内でインタビュー中にいきなりデカチン即ハメ! はじめましてで巨根をねじこまれ戸惑う間もなく素人オマ○コの感度は急上昇!激ピストンで本気イキ!! in池袋（8月6日、ディープス）※「みほ」名義
- 夏休みに妹が友達を連れて帰って来たが、部屋のエアコンが壊れて温室状態に! 扇風機の風なんかじゃ全然涼しくならず汗だくのままなので、上着を脱ぐわ、スカートをめくるわでパンチラ、乳首チラしまくり! そんな姿を見てしまった僕は年下の彼女たちにドギマギしてしまって…。 3（8月7日、Hunter）
- 猛暑のある日、家のエアコンが壊れサウナ状態！！暑さに耐えきれずムレムレなスカートの奥のパンツに扇風機を当てて気持ちよさそうにしている制服姿を見ていたら… 4（8月12日、DOC）
- サイコー! 泡パーリィ&マシンバイブ! 都内某クラブで開催される泡パーリィでナンパした素人パリピ娘にマシンバイブを体験させちゃったぜ! イエーッ!（8月18日、サディスティックヴィレッジ）
- 結婚直前の蜜月、毎晩旦那さんに愛されて最高感度になっている新妻 ブライダルエステで油断したところに媚薬チ○ポを即ハメ! すぐに抵抗が弱まり、感じ始めたところでマシンバイブ挿入、潮を吹きまくって、中出しをすんなり受け入れる! 3（8月18日、サディスティックヴィレッジ）
- 高額羞恥バイト 全裸目隠し固定電マ拘束!（8月19日、アパッチ）
- ナンパ連れ込み昏睡中出しマッサージ ショートカット美少女限定（8月19日、マッサGoGo!!）
- 葛飾共同区営団地 日焼け少女わいせつ映像 3（8月26日、I.B.WORKS）
- 完全女体観察4時間スペシャル 3（8月26日、S級素人）
- 誰にも言えない恥ずかしいオナニーをしている俺を見て、弱みを握ったむっつりスケベな愛娘に肉バイブとして弄ばれ妻より興奮してしまったダメな俺（9月2日、NON）
- 半ケツ彼女 半ケツサークル・匿名 「異議なしさん」投稿作品（9月7日、クンカ）※「いなほ」名義
- 思春期マ○コはオナニー好き 〜潮吹きJK学園〜 総量約10,000mlの潮!潮!潮!（9月8日、サディスティックヴィレッジ）
- 万引きJK固定電マ痴漢（9月19日、アパッチ）
- ショートカット美少女陵辱 Steel Hold vol.7（9月19日、TEPPAN）
- 完全撮り下ろし 鉄板女優さんの好きなように手コキして下さい。（9月19日、TEPPAN）
- 純粋×田舎娘×ボーイッシュ 恥ずかしがり屋なチ○ポ好き! 好奇心でAV出演! 汁があふれ出すおま○こにドロドロ中出し! 巨根に突かれて涙目ガチイキ!（9月19日、生貝）
- 同性愛婚を承認する●●役所併設レディースクリニック レズビアンカップルばかりを狙う美人女医が相方の女子を超絶テクで寝取る!（10月1日、変態紳士倶楽部）
- ゆめかわいいメンヘラ女子 NAMOちゃん 「承認欲求を満たすためにAV出演したよ♥」（10月1日、キチックス）※「NAMO」名義
- 「カップル限定」 マジックミラー号の中で、自慢の彼女を「寝とって」真正中出し! 14（10月6日、SODクリエイト）
- 女子高生を監禁する鬼畜宅訪問DQNメント調教済みのJKオマ○コをお借りします。（10月6日、ナチュラルハイ）
- ゲキヤバ 2 Case#2:ひかり（10月6日、サディスティックヴィレッジ）
- 娘のうぶな同級生たちと父親1人で初めての王様ゲーム! 学校帰りで我が家に集まった娘の同級生たち。どこから聞いてきたのかみんなで王様ゲームをしている!さすがに命令はカワイイものだったのだが、大人の私に本格的な王様ゲームを教わりたいと言うので私も参加することに…。戸惑いつつもちょっとエッチな命令に従う姿に大興奮!さらに娘がいなくなったら、おもいきって過激な命令をすると恥ずかしがりながらも忠実に痴態を晒す姿にもう我慢できなくなり…（10月7日、Hunter）
- 真面目で実はムッツリなメガネっ娘2人がハメをはずして家飲みしてたらテンションが上がり寝ている義弟にどっちがすごい事が出来るか競い合った結果…（10月7日、お夜食カンパニー）
- この動画は削除されました。（10月14日、バルタン）
- 「私…今年の冬結婚します」SNSガチ応募!「実はAVファンで…結婚前に一度だけでも『頭が真っ白になるSEX』感じたい」 婚約者には内緒でAV出演! 顔射・ごっくん・生中出し!計3発で結婚を決意!（10月14日、&RiBbON）
- SNS高額アルバイトガチ募集 遠距離恋愛中の女性限定!!ギャラ10万円!! 彼氏と電話しながらAV撮影（10月21日、Re:Search）
- Re:Bind CASE2 ショートカットヤンデレ美少女媚薬漬け監禁調教ドキュメント（10月21日、TODO Manic）
- 強制的じゃないセルフイラマチオ 05 〜わたしの喉チ○コに亀頭の先っちょ頂けますか?〜（10月21日、SEX Agent）
- 遺書 「オジさんと遊びに行こう」市民プールで出逢った僕の宝物。（11月1日、キチックス）
- 24時間常駐姦理 俺専用中出しドクドク精子漬けラブドール（11月1日、キチックス）
- 陸上部女子のレーシングブルマにソソられていた僕はこっそりリモバイを仕込んでみた! 何も知らずに着替え始めたところでリモコンのスイッチON!突然の事に驚く陸上部女子!その様子を楽しんで見ていると想像以上に悶絶!?さらによだれを垂らして僕のチ○ポを欲しがってきた!!（11月10日、SOSORU×GARCON）
- 女子校生、全員に膣内射精中出し Ⅲ 4時間（11月11日、S級素人）
- #新宿神待ち家出女子校生 ひかり 02（11月11日、&RiBbON）
- The LEAK! 新人女AD春ちゃんがイク!?ガチナンパ! 素人娘人生初めての電マ体験 5分で10回イッたグチョ濡れオマ○コにそのまま…生挿入（11月11日、&RiBbON）
- 咥えて3分以内に発射 〜多忙な現代人を速攻でイカせる超テクフェラ〜（11月18日、SEX Agent）
- 変態すぎるド素人娘スペシャル 3（11月25日、S級素人）
- 愛娘が大好きすぎて妻にナイショで子作り温泉旅行（12月22日、アイエナジー）

2017年
- マジックミラー号 「EDになってしまった男性を勃起させてくれませんか?」と街で声をかけた夜のお仕事で働く蝶たちの、超舌(ちょうぜつ)テクニックでED君たちのふにゃチンをビンビン勃起チ○コへ!（1月6日、SODクリエイト）※「まいこ」名義
- 恥ずかしいのに濡れすぎちゃう女の子（1月13日、S-Cute）
- 乳首舐め手コキ!! 凄テク娘が添い寝、四つん這い、立ち膝…etc 色んな体位の乳首舐め手コキでひたすら抜いてくれる!（1月19日、グローリークエスト）
- 同級生放課後レズビアン（1月20日、クリスタル映像）
- 狙われた女子校生 鬼畜たちに輪姦される放課後の監禁教室 vol.03（2月2日、アイエナジー）
- パンツ見ちゃダメ! ヤキモチ妹たちが友達と遊んでいて、友達のパンツを見てたら、「お兄ちゃんのバカ!」と怒りだした。そして「私のパンツだけ見て。」と迫ってきた。（2月2日、SWITCH）
- まるごと稲村ひかり4時間（2月3日、アウダーズジャパン）※総集編
- 一般男女モニタリングAV “時限式絶対に破けるコンドーム”を渡して社会人男女へ強制中出しドッキリ企画! 社内で評判の女子社員と妻子持ちの上司がラブホテルで過激なエロミッションに挑戦! 盛り上がった2人は生ハメとは知らずに想定外の膣内射精!!（2月7日、ディープス）※「ゆか」名義
- ブルマ穿いてるから全然恥ずかしくないもんね。もっと見る? 3 女子校生(友達の妹)のパンチラが見えたと思ったら、スカートの下はパンチラ防止のブルマだったけど、ブルマ好きな僕は逆に大興奮してしまった。（2月16日、SWITCH）
- 従兄ちゃん、そんなに見つめてきてどうしたの? JKに成長した従姉妹たちが無邪気に従兄ちゃん大好きと迫ってきて、一緒にお風呂に入ろと誘われて入ったら、もちろん勃起。ついつい我慢できずに抱きしめた。（3月2日、SWITCH）
- 寝ている女子校生にイタズラしていたら逆に生ハメを求められて、もう発射しそうなのにカニばさみでロックされて逃げられずそのまま中出し! 2（3月18日、アイエナジー）
- 完全撮り下ろし 男を狂わせるフェラ痴オ（3月19日、TEPPAN）
- エッチな恋はダメですか? ショートカットがかわいい美少女のSEX事情（4月1日、S-Cute）
- YOUはナニしに東京へ? 1（4月14日、S級素人）
- 淫語かたりかけ 自画撮りぐちゅぐちゅ連続絶頂指オナニー 3（4月20日、アイエナジー）

### イメージDVD
- 純系ショートカット（2016年9月23日、）※「天原まいみ」名義

## 写真集

### デジタル写真集
- TEPPAN写真集 拘束 第10章ショートカット美少女陵辱 Steel Hold（2016年12月29日、Teppan）モデル：稲村ひかり、乙葉ななせ、相原翼[2]